# チオ硫酸ナトリウム
チオ硫酸ナトリウム（チオりゅうさんナトリウム、英: sodium thiosulfate）は、化学式 Na2S2O3 で表されるナトリウムのチオ硫酸塩である。「チオ硫酸」という呼称は、硫酸が持つ酸素が1つ硫黄に置き換わっていることを示している。

## ハイポ
一般にハイポと称されるが、この名称は次亜硫酸ナトリウム(sodium hyposulfite)の略称である。次亜硫酸ナトリウムは亜ジチオン酸ナトリウムの別名であり、まったく別の物質の名前の略称が間違ったまま浸透してしまっているだけでなく、かつては「チオ硫酸ナトリウム」を「次亜硫酸ナトリウム」と間違った表記がなされていた。
医薬品で「ハイポ」「ハイポエタノール」「ハイポアルコール」とはチオ硫酸ナトリウム水和物エタノール溶液の通称・販売名である。また俗称として「カルキ抜き」と称される場合がある。

## 性質
一般に市販されているものは五水和物 Na2S2O3・5H2O で、無色透明のややゆがんだ直方体の結晶である。水や液体アンモニアに溶けやすい。ただし、温かい飽和水溶液を冷やしても、過飽和により結晶が析出しないこともある。
酸と反応させると分解して単体硫黄と有毒な二酸化硫黄（亜硫酸ガス）を発生させるため、チオ硫酸ナトリウムは酸と混合、あるいは接触させないよう取り扱いに注意を要する。
チオ硫酸イオン {\displaystyle {\ce {S2O3^{2-}}}} は四面体形のアニオンである。S-S 結合距離は、この結合が単結合であることを示しており、硫黄がかなりの負電荷を帯びていて、また S-O 結合が二重結合性を持っていることを示唆している。チオ硫酸イオンの最初のプロトン化は硫黄上で起こる。チオ硫酸イオンは金属への強い配位性を示し、チオスルファト錯体を形成する。例えば、銀イオンと錯体をつくる（下記参照）ため、本来難溶性である各種ハロゲン化銀を水溶液中に溶解させることが出来る。

## 製法
工業スケールでは、硫化ナトリウムまたは硫黄染料製造の液体廃棄物から製造される。実験室スケールでは、亜硫酸ナトリウムまたは亜硫酸水素ナトリウムの水溶液に粉末硫黄を加えて煮沸し、濾過後加熱濃縮することで作られる。

## 利用

### 写真術
水溶液はハロゲン化銀（銀塩写真の感光剤）の結晶を溶解するので、写真の定着剤として使用される。生成物は銀イオン錯塩のビス(チオスルファト)銀(I)酸ナトリウムである。この性質は、イギリスのジョン・ハーシェルによって発見された。
{\displaystyle {\ce {2 Na2S2O3\ + AgX -> Na3[Ag(S2O3)2]\ + NaX}}}

### 脱ハロゲン剤
水道水中の塩素などハロゲンの単体を除く作用があるので、金魚、熱帯魚など水生生物の飼育において、換水に際して塩素消毒の施された水道水を水槽に入れざるを得ないときに、あらかじめ少量添加して使用される。
{\displaystyle {\ce {Na2S2O3 + X2 + H2O -> Na2SO4 + 2 HX + S (v)}}}
{\displaystyle {\ce {Na2S2O3 + 4 X2 + 5 H2O -> 2 NaX + 2 H2SO4 + 6 HX}}}
Xはヨウ素以外のハロゲン
発生するハロゲン化水素酸や硫酸は強酸ではあるが、水道水に含まれる程度の量の塩素から生成される量はごく微量のため、水の pH に及ぼす影響はごくわずかなので、水生生物に悪影響はみられない。これは塩素による急性中毒そのものよりも、塩素と水生生物の排泄物などが反応して有毒なクロラミン (NH2Cl, NHCl2) などが生成することを防ぐ効果の方が大きいともされる。

### 医療
シアン化物中毒
シアン化物（青酸カリなど）中毒の解毒剤としてチオ硫酸ナトリウム水溶液の連続静脈注射と亜硝酸化合物を併用する。この際、チオ硫酸ナトリウムはシアン化物をより毒性の弱いチオシアン化物へ変化させる。
{\displaystyle {\ce {Na2S2O3 + CN^- -> NaSCN + NaSO3^-}}}
一方、亜硝酸塩は血液中のヘモグロビンと反応してメトヘモグロビンとなる。メトヘモグロビンはヘム鉄やチトクロームの鉄よりもシアンと強く結合するのでシアンの中毒症状の発現を遅らせる働きがある。
ヨウ素剤の脱色
ポビドンヨードのようなヨウ素製剤を用いて消毒をした後に、ヨウ素による着色を脱色する目的でエタノール溶液（ハイポアルコール/ハイポエタノール）の形で用いる。ヨウ素はハロゲンの中でも酸化力の弱いため、以下の反応によってテトラチオン酸ナトリウムとヨウ化ナトリウムとなる。
{\displaystyle {\ce {2 Na2S2O3 + I2 -> Na2S4O6 + 2 NaI}}}
カルシフィラキシス
カルシウムが沈着し皮膚が潰瘍化するカルシフィラキシス (calciphylaxis) へもオフラベルにて使用される。投与方法は経静脈、経口、局所への適用などが報告されている。
副作用
重大な副作用の報告はない。高用量では吐き気・嘔吐を催すとされる。基礎研究では、ラットで骨の強度に影響する可能性が示唆されている。経皮では局部への適用で副作用の報告はない。

### その他
亜硫酸ナトリウムや次亜硫酸ナトリウムのように還元力をもち漂白・酸化防止効果があるため、国によっては食品添加物として利用されている。ただし日本においては認められない。
爆発性がある雷酸や雷酸塩を分解する性質があるため、雷酸や雷酸塩の定量や廃棄にも使用される。
- 次亜塩素酸との反応

{\displaystyle {\ce {Na2S2O3 + 4 HClO + H2O -> 2 NaCl + 2 H2SO4 + 2 HCl}}}
- 酸との反応

{\displaystyle {\ce {Na2S2O3 + 2 HCl -> 2NaCl + S + SO2 + H2O}}}